# Parafia Świętej Rodziny w Poznaniu
Parafia pw. Świętej Rodziny w Poznaniu – parafia rzymskokatolicka znajdująca się w archidiecezji poznańskiej w dekanacie Poznań-Łazarz. 
Parafia została erygowana w 1984. Świątynię parafii stanowi kościół Świętej Rodziny.

## Historia
Pierwotnie obszar obecnego osiedla Kopernika w Poznaniu był słabo zasiedlony. Nieliczni mieszkańcy przynależeli do parafii pw. Świętego Krzyża oraz do parafii pw. św. Andrzeja Boboli. Sytuacja ta uległa zmianie wraz z rozpoczęciem inwestycji budowy osiedla mieszkaniowego. W ciągu kilku lat w tej części Poznania zamieszkało ponad 10 tys. osób. W związku z tym władze kościelne podjęły decyzję o erygowaniu nowej parafii dla powstającego osiedla. Po kilku latach zmagań z władzami komunistycznymi w 1984 roku decyzją ks. abp. Jerzego Stroby powołano do istnienia parafię, która za patrona obrała Świętą Rodzinę. Pierwszym proboszczem został ówczesny wikariusz górczyński ks. Czesław Ksoń, który rozpoczął organizację wspólnoty parafialnej oraz budowę kościoła. Początkowo obszar parafii obejmował jedynie teren osiedla wraz z domami jednorodzinnymi na zachód od ulicy Promienistej. W późniejszym okresie dołączono do parafii wiernych zamieszkujących bloki tzw. Raszyna na południe od ulicy Kłuszyńskiej.

## Duszpasterze

### Proboszczowie
| Imię i nazwisko             | Lata urzędowania | Uwagi        |
| --------------------------- | ---------------- | ------------ |
| ks. kan. Czesław Ksoń       | 1984 – 2008      | Zmarł w 2008 |
| ks. kan. Stanisław Walewicz | 2008 – 2017      |              |
| ks. kan. Jacek Maćkowiak    | od 2017          |              |

### Wikariusze
| Imię i nazwisko          | Lata urzędowania | Uwagi                           |
| ------------------------ | ---------------- | ------------------------------- |
| ks. Eugeniusz Antkowiak  | 1984 – 1992      |                                 |
| ks. Marek Gościniak      | 1986 – 1993      | Zmarł w 2001                    |
| ks. Jan Iwanowski        | 1984 – 1993      |                                 |
| ks. Przemysław Karwacki  | 1992 – 1997      | Opuścił stan duchowny           |
| ks. Adam Lisiecki        | 1993 – 1997      | Opuścił stan duchowny           |
| ks. Sławomir Wasiela     | 1993 – 1999      |                                 |
| ks. Piotr Bartkowiak     | 1997 – 2002      |                                 |
| ks. Przemysław Konieczny | 1999 – 2004      |                                 |
| ks. Przemysław Węgrzyn   | 2002 – 2004      | Opuścił stan duchowny           |
| ks. Waldemar Babicz      | 1999 – 2007      | Rezydent                        |
| ks. Robert Korbik        | 2004 – 2007      |                                 |
| ks. Jarosław Klupś       | 2007             |                                 |
| ks. Cezary Kuciński      | 2007 – 2008      |                                 |
| ks. Krzysztof Makosz     | 2004 – 2009      |                                 |
| ks. Czesław Liczbański   | 2004 – 2010      | Rezydent                        |
| ks. Marian Kasperek      | 2010 – 2012      | Rezydent, zmarł w 2021          |
| ks. Marcin Cabaj         | 2012             |                                 |
| ks. Jacek Maćkowiak      | 2008 – 2013      | Proboszcz parafii od 2017       |
| ks. Maciej Stawski       | 2009 – 2013      |                                 |
| ks. Józef Srogosz        | 2013             | Rezydent                        |
| ks. Mateusz Kubiak       | 2013 – 2017      |                                 |
| ks. Maciej Wegner        | 2013 – 2018      |                                 |
| ks. Oscar Nejman         | 2018 – 2020      |                                 |
| ks. Piotr Twardy         | 2017 – 2020      |                                 |
| ks. Rafał Ostrowski      | 2013 – 2020      | Rezydent                        |
| ks. Maciej Skorupka      | 2021 – 2022      | Rezydent, opuścił stan duchowny |
| ks. Dawid Wasielewski    | 2020 – 2024      |                                 |
| ks. Krystian Gramza      | 2020 – 2024      |                                 |
| ks. Krzysztof Kruk       | od 2022          | Rezydent                        |
| ks. Michał Husiar        | od 2024          |                                 |
| ks. Maciej Kweiser       | od 2024          |                                 |